# منتخب ماليزيا لكرة السلة
منتخب ماليزيا لكرة السلة هو ممثل ماليزيا الرسمي في المنافسات الدولية في كرة السلة. ينتمي إلى منطقة الاتحاد الآسيوي لكرة السلة. انضم إلى الاتحاد الدولي لكرة السلة في عام 1957.